# Riccardo Lattanzi
Pour les articles homonymes, voir Lattanzi.
Riccardo Lattanzi (né à Rome le 10 avril 1934 et mort dans la même ville, le 15 juillet 1991) était un arbitre italien de football.

## Carrière
Riccardo Lattanzi a officié dans des compétitions majeures : 
- Coupe d'Italie de football 1975-1976 (finale)
- JO 1980 (1 match)
- Coupe d'Europe des vainqueurs de coupe de football 1980-1981 (finale)